# Kanton Tiercé
Tiercé is een kanton van het Franse departement Maine-et-Loire.

## Geschiedenis
Tot 22 maart 2015 omvatte het kanton 8 gemeenten en maakte het uitsluitend deel uit van het arrondissement Angers. 
Op die dag werden, bij toepassing van het decreet van 26 februari 2014, het kanton Durtal, dat ook onder het arrondissement Angers viel en de kantons Châteauneuf-sur-Sarthe en Le Lion-d'Angers van het arrondissement Segré opgeheven en de gemeenten werden in het kanton Tiercé opgenomen, dat daardoor in twee arrondissementen ligt.

## Gemeenten
Het kanton Tiercé omvatte tot 2014 de volgende 8 gemeenten:
- Briollay
- Cheffes
- Écuillé
- Feneu
- Montreuil-sur-Loir
- Soucelles
- Soulaire-et-Bourg

Na de herindeling van de kantons bij decreet van 26 februari 2014,  telde het kanton 34 gemeentenop 22 maart 2015.
Op 28 december 2015 werden de gemeenten Brain-sur-Longuenée, Gené, La Pouëze ( uit het kanton Chalonnes-sur-Loire) en Vern-d'Anjou samengevoegd tot de fusiegemeente (commune nouvelle) Erdre-en-Anjou.
Op 1 januari 2016:
- werden de gemeenten Champteussé-sur-Baconne en Chenillé-Changé samengevoegd tot de fusiegemeente (commune nouvelle) Chenillé-Champteussé,
- werden de gemeenten Chemiré-sur-Sarthe en Morannes samengevoegd tot de fusiegemeente (commune nouvelle) Morannes-sur-Sarthe,
- werd de gemeente Andigné toegevoegd aan de gemeente Le Lion-d'Angers die hierdoor het statuut van commune nouvelle kreeg.
- werd de gemeente Pruillé samengevoegd met de gemeenten La Meignanne, La Membrolle-sur-Longuenée en Le Plessis-Macé uit het kanton Angers-4, tot de fusiegemeente (commune nouvelle) Longuenée-en-Anjou.

Op 15 december 2016 werden de gemeenten Brissarthe, Champigné, Cherré, Contigné, Marigné, Querré en Sœurdres samengevoegd tot de fusiegemeente (commune nouvelle) Les Hauts-d'Anjou. Daar werd op 1 januari 2019 nog de gemeente Châteauneuf-sur-Sarthe aan toegevoegd.
Op 1 januari 2017 werden de gemeenten Morannes-sur-Sarthe en Daumeray samengevoegd tot de fusiegemeente (commune nouvelle) Morannes sur Sarthe-Daumeray.
Sindsdien omvat het kanton volgende gemeenten : 
- Baracé
- Chambellay
- Cheffes
- Chenillé-Champteussé
- Durtal
- Erdre-en-Anjou (deel : zonder La Pouëze)
- Étriché
- Grez-Neuville
- Les Hauts-d'Anjou
- La Jaille-Yvon
- Juvardeil
- Le Lion-d'Angers
- Longuenée-en-Anjou  (deel : enkel Pruillé)
- Miré
- Montigné-lès-Rairies
- Montreuil-sur-Maine
- Morannes sur Sarthe-Daumeray
- Les Rairies
- Sceaux-d'Anjou
- Thorigné-d'Anjou
- Tiercé (hoofdplaats)